# ひとときの別れ
「ひとときの別れ」（ひとときのわかれ）は、南こうせつの16枚目のシングル。1984年10月5日にキャニオン・レコード / SOWから発売された。

## 概要
『ひとときの別れ』は、こうせつ自身が主演の教師役で出演したTBSのドラマ『東中学3年5組』の主題歌となった。オリジナルアルバムには未収録だが、翌年発売のベスト盤『KOHSETSU MINAMI BEST SELECTION 夢のはじまり』等に収録されている。
B面の『100万マイル気分』は、同年発売のアルバム『帰郷』からのシングルカット。　

## 収録曲
- 全作曲：南こうせつ

1. ひとときの別れ
作詞：山上路夫、編曲：水谷竜緒
2. 100万マイル気分
作詞：岡本おさみ、編曲：瀬尾一三